# O Maria, Deu maire

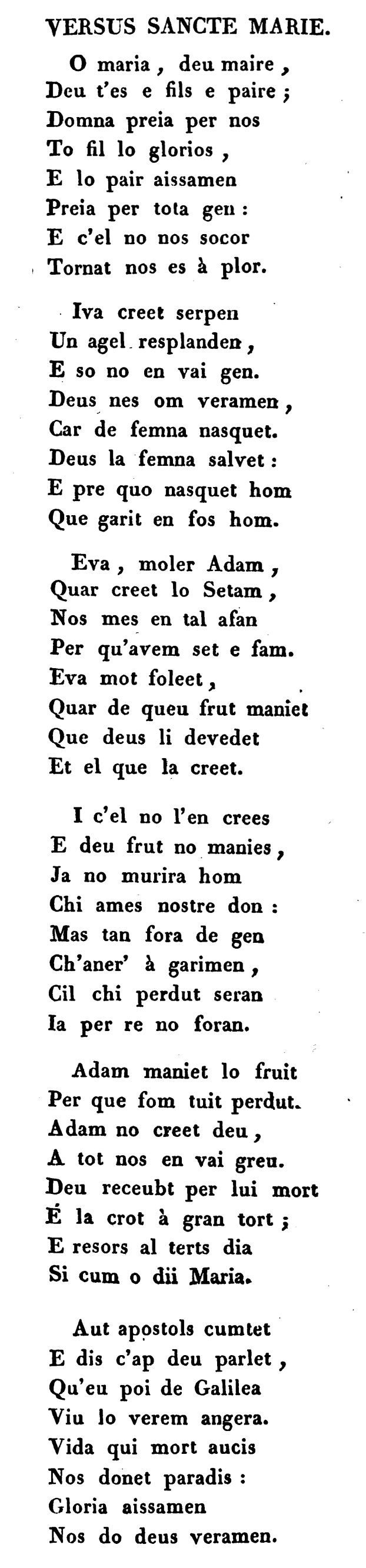
Texto en occitano del himno.

Traducción de la cuarta estrofa, en la que explica cómo Jesús nació de María para salvar a los pecadores.
Como Él nació de una mujer,

Dios salvó a la mujer;

Y Él nació hombre

Para salvar a los hombres.

O Maria, Deu maire (Oh, María, madre de Dios) es un himno en occitano dedicado a la Virgen María que data de la década de 1090. Se trata de la única canción de la Escuela de San Marcial de Limoges que está escrita totalmente en lengua vernácula, no presentando ninguna estrofa ni bordón en latín. También es la única composición medieval en lengua occitana con notación musical para todas sus estrofas, que son doce. En la actualidad se conserva en la Biblioteca Nacional de Francia en un manuscrito conocido como «Ms f. lat. 1139» en los folios 49r y 50r.

## Descripción
La canción litúrgica O Maria fue pensada para transmitir la doctrina católica al pueblo, que hablaba una lengua que ya se había distanciado mucho de la lengua original latina al punto de ser un idioma diferente, en una lengua que ellos pudiesen entender, si bien generalmente se llevaba a cabo a través de una mezcla de versos tanto latinos como vernáculos. La melodía de la pieza se repite básicamente en cada estrofa con algunas variaciones de menor importancia. Las canciones posteriores de los trovadores, compuestas en el mismo estilo, nunca fueron transcritas con más de una estrofa de música.
Se ha sugerido que, al igual que “O Maria”, las estrofas subsiguientes eran melódicamente similares con sólo unas variaciones de menor importancia. Se han puesto de relieve las semejanzas existentes entre la música de O Maria y la de un himno del siglo IX también dedicado a la Virgen, que se titula Ave maris stella (“Ave, estrella del mar”). Igualmente se han visto semejanzas entre O Maria y Reis glorios, verais lums e clardatz (“Rey glorioso, verdadera luz y claridad”), que es un alba escrita por el trovador Guiraut de Bornelh (fl.c. 1200). Este último puede ser un contrafactum o simplemente una imitación métrica, si bien de su letra no se puede suponer que tuviera ninguna sentido religioso.